# Cummins
Cummins Inc. je ameriška korporacija, ki dizajnira in proizvaja motorje, turbopolnilnike, sisteme za filtracijo in zmanjšanje emisij, električne generatorje in drugo opremo. Sedež podjetja je v Columbusu, Indiana. Cummins prodaja svoje izdelke v 190 državah preko 6000 distributerjev. 
Podjetje je ustanovil mehanik iz Indiane Clessie Cummins leta 1919. 

## GLej tudi
- Caterpillar Inc.
- Electro-Motive Diesel
- SEMT Pielstick
- Detroit Diesel